# Coperniciu
Coperniciu (denumite învechită ununbiu) este un element chimic cu simbolul Cn și numărul atomic 112. Este un element chimic sintetic și extrem de radioactiv, ce poate fi creat doar în laboratoare specializate în reacții nucleare. Cel mai stabil izotop, coperniciu-285, are un timp de înjumătățire de doar 29 sec., dar este posibil ca acest izotop de coperniciu să aibă un izomer cu timp de înjumătățire mai lung, 8,9 min. A fost creat în 1996 de Gesellschaft fur Schwerionenforsschung (GSI). A fost denumit după astronomul Nicolaus Copernicus.
În sistemul periodic al elementelor chimice este un element chimic de tip d, ce aparține elementelor transactinide. În timpul reacției cu aurul s-a demonstrat că are proprietăți de metal volatil și caracteristicile unui element din grupa a 12-a.
Coperniciului i s-au estimat că ar avea proprietăți ce-l diferențiază de omologii săi mai ușori din grupa, zinc, cadmiu și mercur. Coperniciul este prezent în majoritatea combinațiilor în stare de oxidare +4.
În total, au fost detectați în timpul diferitelor reacții nucleare, 75 atomi de coperniciu. Se mai numește eka-mercur.

## Istorie

### Descoperire oficială
Coperniciul a fost creat pentru prima dată pe 9 februarie 1996 la Gesellschaft für Schwerionenforschung (GSI) din Darmstadt, Germania de Sigurd Hofmann și Victor Ninov. Acest element a fost creat în urma reactiei nucleare dintre atomii de zinc și cei de plumb într-un accelerator de ioni grei. Un singur atom de coperniciu a fost produs, având  masa atomică 277.
{\displaystyle \,_{82}^{208}\mathrm {Pb} +\,_{30}^{70}\mathrm {Zn} \to \,_{112}^{278}\mathrm {Cn} ^{*}\to \,_{112}^{277}\mathrm {Cn} +\,_{0}^{1}\mathrm {n} }
În mai 2000,cei de la GSI au repetat cu succes experimentul de sintetizare a atomului coperniciu-277. Această reacție a fost repetată la RIKEN.

## Izotopi
| Simbolul nuclidului | Z(p)                | N(n)                | masa izotopului (u) | timp de înjumătățire        |
| Simbolul nuclidului | energia de excitare | energia de excitare | energia de excitare | timp de înjumătățire        |
| ------------------- | ------------------- | ------------------- | ------------------- | --------------------------- |
| 277Cn               | 112                 | 165                 | 277.16394(14)       | 1.1(7) ms [0.69(+69-24) ms] |
| 278Cn               | 112                 | 166                 | 278.16431(57)       | 10 ms                       |
| 279Cn               | 112                 | 167                 | 279.16655(53)       | 0.1 s                       |
| 280Cn               | 112                 | 168                 | 280.16704(69)       | 1 s                         |
| 281Cn               | 112                 | 169                 | 281.16929(106)      | 10 s                        |
| 282Cn               | 112                 | 170                 | 282.16977(76)       | 30 s                        |
| 283Cn               | 112                 | 171                 | 283.17179(83)       | 4.2(2.1) min                |
| 284Cn               | 112                 | 172                 | 284.17238(91)       | 31(18) s                    |
| 285Cn               | 112                 | 173                 | 285.17411(78)       | 40(30) min                  |